# Injúria
Una injúria (del llatí iniuria, "ofensa" o "greuge inferit a una persona") és, en dret penal, un delicte contra l'honor o la bona fama, previst en algunes legislacions, i regulat de forma molt diversa, però reductible a tres sistemes principals:
- Sistema espanyol, que defineix la injúria com "l'acció o expressió que lesionen la dignitat d'una altra persona, menyscabant la seva fama o atemptant contra la seva pròpia estimació" (art. 208, Codi Penal d'Espanya). Adopten aquesta definició el Codi de Defensa Social de Cuba (art. 507), i els codis penals de Xile (art. 416), Nicaragua (art. 376), Panamà (art. 337 bis) i El Salvador (art. 410), i altres molt semblants com el de l'Argentina (art. 110), Bolívia (art. 583), Colòmbia (art. 337), Equador (art. 465) i Guatemala (art. 348).
- Sistema italià, que considera injúria "l'ofensa a l'honor o al decor d'una persona feta a la seva presència o per mitjà comunicacions a ella dirigides" (art. 594 del Codi Penal d'Itàlia), i difamació les ofenses fetes davant persones diferents de l'ofès.
- Sistema francès, que diferencia entre injúria-expressió ultratjant que no suposi imputació de fets i difamació, imputació d'un fet que atempti a l'honor o la consideració de la persona (art. 29 de la Llei de 29 de juliol de 1881). Segueixen aquest sistema els codis penals de Bèlgica (art. 448, 443) i República Dominicana (art. 376).

## Injúries i honor
Etimològicament, la paraula injúria procedeix dels termes llatins "in" i "ius", significant així, en un sentit molt ampli, tot el contrari a dret, o com deia Viada i Vilaseca que injúria és tot el que és contra raó i justícia.
Essencialment la injúria és un greuge, ultratge d'obra o de paraula, que lesiona la dignitat de persona diferent al que la fa. La injúria és, doncs, en síntesi, tot acte que, dirigit a una persona, perjudica la seva reputació o atempta contra la seva pròpia estima o heteroestima i que és conegut per tercers, és a dir, un acte lesiu de drets i amb publicitat en un determinat àmbit social (vegeu nota 3). Formalment, pot consistir en l'atribució d'uns fets, en l'expressió de paraules grolleres, en l'execució d'accions de menyspreu, en una comparació denigrant, a la burla injustificada, a formular judicis de minusvaloració sobre un altre ... Amb aquesta formulació tan àmplia es pot manifestar que els actes injuriosos són, bàsicament, heterogenis, circumstancials i de definició quasi-subjectiva. A més, la injúria consistent a atribuir la comissió d'uns fets a una altra persona, serà greu quan s'hagin dut a terme sabent que aquests fets siguin incerts, el que afegeix al concepte d'injúria el confús criteri de la veracitat
Cal advertir que les legislacions penals donen a la paraula honor un sentit molt més ampli que el corresponent a la seva pura significació gramatical.
Si es considera l'honor com a qualitat moral que porta al més sever compliment del deure, és inatacable i no necessitaria protecció penal. Només la seva pròpia conducta pot deshonrar a un ésser humà. Si es considerés com glòria o reputació que segueix a la virtut o al mèrit, farien falta aquestes qualitats per merèixer la defensa del dret.
No obstant això, les expressions ofensives es consideren delicte d'injúries amb independència de les qualitats o mèrits morals del subjecte passiu. L'ordenament jurídic empara el respecte que mereix tota persona humana pel fet de ser-ho. En aquest sentit ha estat previst en l'article 12 de la Declaració Universal dels Drets Humans de 1948, i en l'encíclica Pacem in terris: "Tot ésser humà té el dret natural al degut respecte de la seva persona, a la bona reputació ...".
Correspon sempre als Tribunal és decidir sobre les expressions que es poden considerar injurioses. És evident que la mateixa paraula o gest tenen molt diferent significació segons l'ambient, sentit que se'ls doni i fins i tot persones a qui es refereixin.

## Animus injuriandi
En no tenir l'animus iniuriandi exteriorització sensorial, trobant subjacent a l'interior de la consciència, ha de ser captat tant a través dels mots i locucions emprats, com atenent a les circumstàncies i mitjans de difusió en què s'hagi produït i propagat l'espècie presumptament ofensiva o desprestigiant, és a dir s'ha de buscar dins de l'acció, de la conducta. Nosaltres creiem que l'element de l'animus iniuriandi només s'ha d'examinar com a pressupost anterior i lligat a la gènesi del delicte, no a la conducta o la voluntat descrita en el tipus penal, però mai ja dins d'aquest, en l'examen de la comparació entre conducta i tipus penal s'ha d'actuar amb estricta subjecció al Principi de Legalitat.
Respecte a la intenció, la majoria d'autors exigeixen l'animus iniurandi, de tal manera que no existeix injúries si el subjecte actiu procedeix amb animus jocandi, narrarsdi, defendendi, etc. Davant d'aquesta posició tolerant, Antolisei sosté que n'hi ha prou que les expressions injurioses s'hagin realitzat voluntàriament. Només si s'actua en l'exercici d'un dret o compliment d'un deure (per exemple, defensa del client per part de l'advocat), quedarien justificades. I sempre que no hi hagués excés en aquesta actuació.

## Exceptio veritatis
Com a norma general, no eximeix de responsabilitat la prova que el vici o defecte imputat són veritables. L'exceptio veritatis és admissible en casos molt limitats i expressament previstos per les diferents legislacions. Així, per exemple, el Codi Penal espanyol expressa en l'article 461 "l'acusat d'injúria no se li admetrà prova sobre la veritat de les imputacions sinó quan aquestes foren dirigides contra funcionaris públics sobre fets concernents a l'exercici del seu càrrec, o quan tingui dret a perseguir el delicte imputat en el cas del número 1 de l'article 458 ".